# 박갑목
박갑목(薄甲目, Leptostraca)은 연갑강에 속하는 작은 해양 갑각류 목의 하나이다. 학명 "렙토스트라카"(Leptostraca)는 그리스어로 얇은 껍질을 의미한다.
가장 많이 연구된 잎새우속(Nebalia)을 포함하여 전 세계 바다에서 발견되며, 흔히 여과 섭식을 하는 종으로 간주된다. 엽하아강의 현존하는 유일한 생물 목이다. 연갑강에서 가장 원시적인 종으로 믿고 있으며, 캄브리아기 화석 기록에서 처음 등장한다.

## 하위 분류
- Nebaliidae - 한국잎새우(Nebalia	koreana), 짧은더듬이잎새우(Nebalia pseudotroncosoi) 포함
- Nebaliopsididae
- 긴가슴다리잎새우과 (Paranebaliidae) - 가시눈잎새우(Paranebalia longipes) 포함
- † Rhabdouraeidae